# Ablabesmyia infumata
Ablabesmyia infumata är en tvåvingeart som först beskrevs av Edwards 1931.  Ablabesmyia infumata ingår i släktet Ablabesmyia och familjen fjädermyggor. Inga underarter finns listade i Catalogue of Life.